# Франциск (папа)
Франци́ск (лат. Franciscus; 17 грудня 1936, Буенос-Айрес — 21 квітня 2025, Ватикан) — 266-й Папа Римський (від 13 березня 2013 до 21 квітня 2025 року). Кардинал, примас Аргентини (2001—2013). Архієпископ Буенос-Айреський (1998—2013). Народився в Буенос-Айресі, Аргентина. Член Товариства Ісуса (від 1960 року). Прийняв таїнство священства 1969 року. Суперіор єзуїтів в Аргентині (1973—1979). Буенос-Айреський єпископ-помічник (1992—1997), єпископ-коад'ютор (1997—1998). Ординарій українських греко-католиків у Аргентині (від 1998 року). Мав складні стосунки з аргентинською владою. Отримав титул кардинала від папи Івана Павла II (2001). Обраний папою на конклаві 2013 року. Перший понтифік-єзуїт. Прийняв ім'я на честь Франциска Ассізького. Ім'я при народженні — Хо́рхе Ма́ріо Берґо́льйо (ісп. Jorge Mario Bergoglio). На Франциска сильно вплинули ідеї перонізму, він був прихильником корпоратизму та християнського соціалізму. Марксизм заперечував.

## Біографія

### Молоді роки
Народився у Буенос-Айресі в сім'ї італійських мігрантів, був старшим із п'яти дітей. Його батько Хосе Франсіско Бергольйо походив із Портакомаро (області П'ємонту), емігрував в Аргентину через прихід до влади в Італії фашистів. Іспанською та італійською мовами володів не досить добре, розмовляв виключно п'ємонтською, що вплинуло на мовний розвиток сина. 12 грудня 1935 року Хосе Франсіско одружився з уродженкою Буенос-Айреса Регіною Марією Сіворі, батьки якої також походять з Італії. Хорхе Маріо Бергольйо має четверо молодших братів та сестер: Альберто-Орасіо, Оскар-Адріан, Марта-Рехіна та Марія-Елена.
Закінчивши середньо-спеціальну індустріальну школу за фахом хіміка, працював у лабораторії Hickethier-Bachmann, де займався контролем за відповідністю продуктів харчування санітарним нормам. У віці 21 року майбутній Папа вступив у семінарію в буенос-айреському районі Вілья-Девото. 11 березня 1958 року вступив в орден єзуїтів і здобув гуманітарну освіту в навчальних закладах ордену. Після двох років новіціату закінчив навчання в Сантьяго-де-Чилі, де також вивчав гуманітарні науки. Від 1964 до 1966 був викладачем літератури і психології в колегії Непорочної в Санта-Фе і колегії Спасителя в Буенос-Айресі. У 1967—1970 роках на факультеті теології у Вищій колегії святого Йосифа в Сан-Мігелі, недалеко від Буенос-Айреса, здобув ліценціат з філософії.
Папа Франциск став священником через невдалу любов. У 12—13 років Хорхе був закоханий у дівчину Амалію. «Якщо не одружуся на тобі, стану священником», — заявив майбутній Папа. За словами Амалії, вони розійшлися через незгоду батьків дівчини на їхню дружбу. Мати Амалії розірвала малюнок Хорхе. Дівчина потім сама розповіла цю історію.

### Релігійна кар'єра
Хорхе Маріо Берґольйо висвятив на священника 13 грудня 1969 року єпископ Рамон Хосе Кастельяно, після чого Берґольйо продовжив навчання в Іспанії. Останні обітниці в ордені єзуїтів склав 22 квітня 1973 року. Був магістром новіціату Вілья-Баріларі, професором богословського факультету, радником єзуїтської провінції та ректором Вищої колегії святого Йосифа в Сан-Мігелі, провінційним настоятелем Аргентини (1973—1979). У середині 1980-х років відвідав Філософсько-теологічний інститут святого Георгія у Франкфурті-на-Майні для обговорення дослідницької діяльності й майбутньої теми докторської роботи, проте цей проєкт не мав продовження. Після перебування в Німеччині став духівником колегії Спасителя в Кордові, а потім знову ректором Вищої колегії святого Йосифа в Сан-Мігелі.
20 травня 1992 року Папа Римський Іван Павло II призначив Хорхе Бергольйо титулярним єпископом Ауки, єпископом-помічником Буенос-Айреса. Єпископська хіротонія відбулася 27 червня того ж року в кафедральному соборі Буенос-Айреса (головним святителем був архієпископ Буенос-Айреса кардинал Антоніо Кваррачіно, а співсвятителями — єпископ Мерседес-Луґан Еміліо Оґнєновіч і апостольський нунцій в Аргентині архієпископ Убальдо Калабрезі. 3 червня 1997 року призначений архієпископом-коад'ютором архідієцезії Буенос-Айреса; успадкував престол Буенос-Айреса 28 лютого наступного року, після смерті кардинала Куаррачіно. 6 листопада 1998 року призначений також ординарієм для вірян східних обрядів, що проживають в Аргентині і не мають власного прелата (зокрема, близько 300 тисяч представників УГКЦ). Великий канцлер Католицького університету Аргентини і віцепрезидент єпископської конференції Аргентини.
На консисторії, що відбулася 21 лютого 2001 року, Папа Іван Павло II надав архієпископові Бергольйо сан кардинала-пресвітера з титулом римської церкви Сан-Роберто Белларміно. Брав участь у Конклаві 2005 року, під час якого називався одним із папабілів. Під час голосування він був основним конкурентом Йозефа Ратцингера: у передостанньому турі отримав 40 голосів кардиналів зі 114 присутніх. Проте вже у наступному турі за нього проголосувало 26 кардиналів, і папою було обрано Ратцингера.
У 2005—2011 роках, упродовж двох каденцій, кардинал Бергольйо — голова єпископської конференції Аргентини.

### Папство

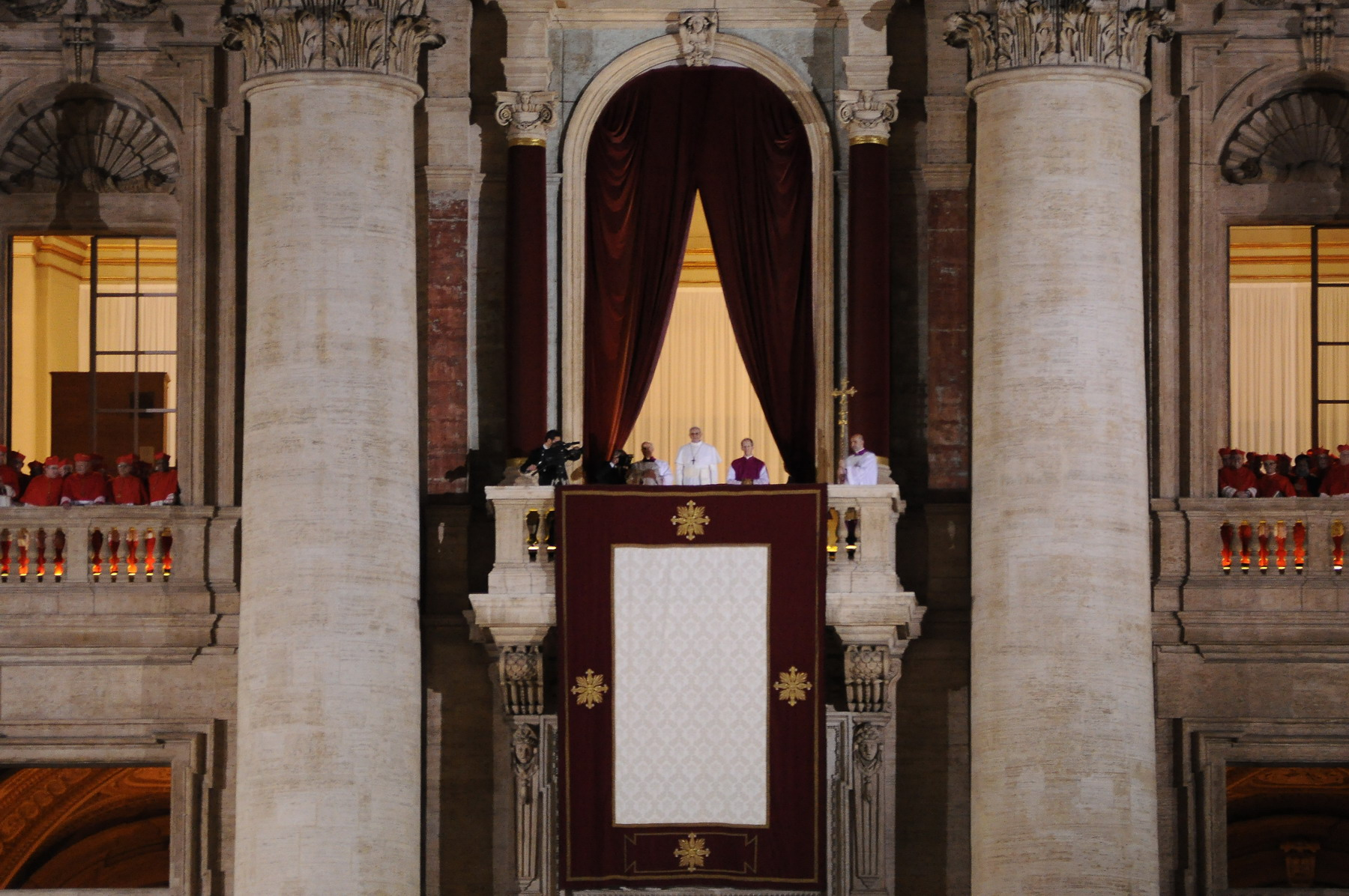
Новий понтифік Франциск на бенедиктинській лоджії Собору святого Петра у день виборів.

Карта закордонних візитів, вересень 2014

13 березня 2013 року обраний 266-м Папою Римським. Взяв тронне ім'я Франциск на честь засновника ордену францисканців Франциска Ассізького. Це ім'я досі не використовувалося, таким чином він став першим після папи Ландона у 913 році, хто обрав собі нове ім'я (якщо не враховувати Івана Павла I, який поєднав два часто вживані Папами імені).
Близько 20:22 за місцевим часом, після завершення конклаву, папа Франциск вийшов на середній балкон Собору святого Петра одягнутий у білу сутану без моцетти та промовив своє перше звернення:

| Брати́ та сестри! Доброго вечора! Ви знаєте, що завданням конклаву було дати Риму нового єпископа. Здається, мої брати, кардинали пішли аж на край землі, щоб його привести́. … Але ми тут. … Я дякую за цю зустріч. Дієцезія Риму має нового єпископа. Дякую. Зараз я хотів би помолитися за нашого емеритованого єпископа Бенедикта XVI. Помолимося всі разом за нього, щоб Бог його благословив та Матір Божа його охоронила. — Отче наш… Богородице Діво… Слава Отцю… |
Хорхе Бергольйо став першим Папою-єзуїтом, а також першим Папою в історії із Нового світу. Останнім Папою з-за меж Європи був сирієць Григорій III, обраний у 731 році.
За словами керівника УГКЦ Святослава Шевчука, який у 2010 році був апостольським адміністратором єпархії Покрови Пресвятої Богородиці в Буенос-Айресі, папа може прискорити процес надання Патріархату УГКЦ.
26 листопада 2013 року Папа Франциск закликав децентралізувати Католицьку церкву, позбавивши Ватикан частини влади. Про це сказав понтифік у своєму Апостольському зверненні, яке було його першою серйозною роботою, яку він написав, ставши понтифіком. Також документ пропонував поважати права мусульман-імігрантів.
10 червня 2015 року дав Путіну медальйон із зображенням ангела-миротворця , чим продовжив політику свого попередника Пія XII стосовно Муссоліні і Гітлера[джерело?].
18 червня 2015 року Франциск видав свою другу енцикліку «Laudato si» щодо зміни клімату, охорони довкілля та сталого розвитку.
9 серпня 2015 року на 70-ту річницю ядерного бомбардування Хіросіми та Нагасакі папа Франциск закликав заборонити ядерну зброю.
У 2017 році папа заборонив продавати сигарети співробітникам Ватикану в магазині безмитної торгівлі та супермаркеті на території Ватикану. Цією забороною Ватикан втратив 10 млн євро прибутку. Але проти вживання алкоголю не виступає, і сам п'є.
У червні 2019 року Папа Франциск змінив текст перекладу молитви «Отче наш». Зміни стосувалися лише рядка, проте над його зміною Ватикан працював понад 16 років. Мовиться про рядок, який звучить: «І не веди нас у спокусу». Його єпископи та експерти змінили на: «Не дай нам піддатися спокусі». Франциск пояснив, що Бог не вводить людину у спокусу, тому попередній варіант був хибним, оскільки «Бог навпаки — допомагає людині з неї вибратися». Йдеться не про зміну молитви, а про те, що до цього часу Церква використовувала неправильний переклад оригінальної арамейської молитви. Папа Франциск змінив переклад Ісусової молитви[джерело?] на точніший і правильніший.
7 лютого 2021 року Франциск вперше призначив жінку на посаду в Синод єпископів. Це була француженка Наталі Бекварт, яка стала одним із заступників секретаря архієрейського Синоду.
5 березня 2021 року прибув до Іраку з першим в історії папським візитом до цієї країни.
4 липня 2021 року Франциску провели серйозну операцію, після чого італійська преса почала писати про можливе зречення престолу через стан здоров'я.
3 травня 2022 року Папа Франциск провів 40-хвилинну розмову з патріархом Московським Кирилом. Розмова була проведена з метою припинення повномасштабного вторгнення Росії в Україну, однак звелася до обґрунтування війни Кирилом.

### Смерть
У лютому 2025 року Папа Франциск захворів на бронхіт, який переріс у двостороннє запалення легенів. Він мав схильність до захворювань органів дихання, бо переніс плеврит, в результаті якого було вирізано частину легенів. У березні його перевели на штучну вентиляцію легенів. Великодня служба 20 квітня 2025 року у Ватикані почалася без Папи.
За словами кардинала Кевіна Фаррелла, Папа Франциск помер о 7:35 21 квітня 2025 року у Ватикані.

## Папа Франциск і Україна

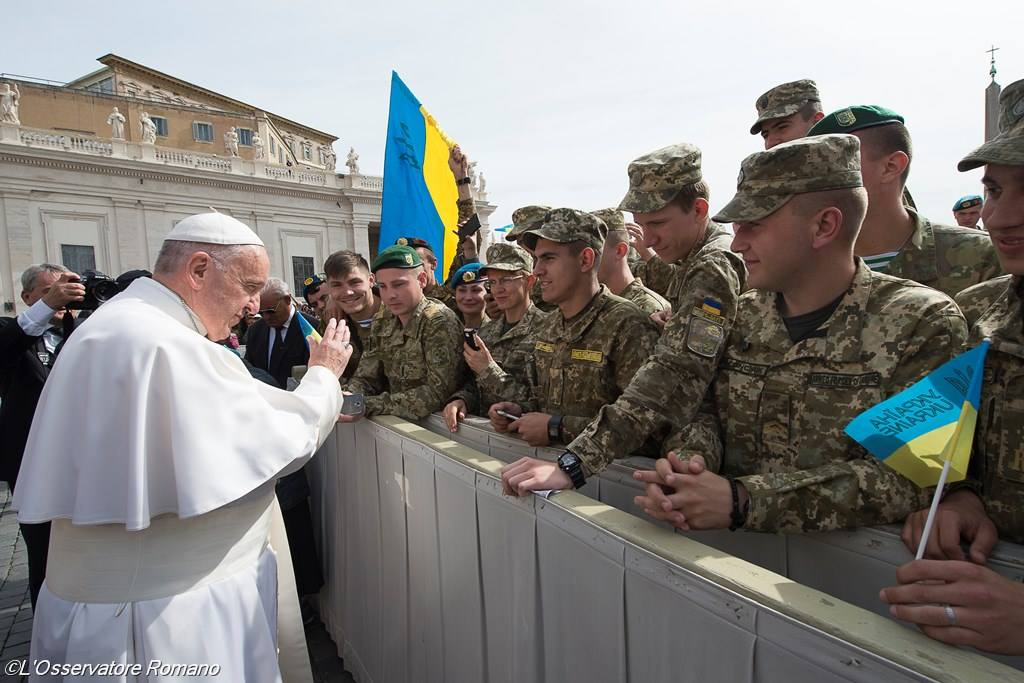
Папа Римський Франциск благословляє українських військових, 25 травня 2016

Папа Римський Франциск був вихованцем українського священника і, на думку глави Української греко-католицької церкви митрополита Святослава Шевчука, добре знає ситуацію УГКЦ:
Папа Франциск є вихованцем нашого священника Степана Чміля, який тепер похований у базиліці св. Софії в Римі. Нинішній Папа, а тоді студент Салезіянської школи, щодня раненько, поки ще всі хлопці спали, прислуговував о. Чмілю під час Служби Божої. Він добре знає наш обряд і навіть пам'ятає нашу літургію. Востаннє я його відвідував, коли прощався з Аргентиною, від'їжджаючи до України, і просив, щоб він дав свої свідчення для беатифікаційного процесу о. Степана Чміля, на що він радо погодився. Отож, Святіший Отець дуже добре знає і про нашу Церкву, і про нашу літургію та обряд, про нашу духовність.
10 грудня 2014 року під час свого перебування у Києві представник Ватикану кардинал Крістоф Шенборн заявив, що Папа Римський Франциск солідарний з народом України та молиться за нього.
28 лютого 2015 року отець і глава УГКЦ Святослав Шевчук зустрівся із президентом України Петром Порошенком щодо можливого приїзду папи Римського в Україну.
5 квітня 2015 року папа згадав про Україну під час свого пасхального виступу. «Нехай свято воскресіння Христового принесе світло миру в улюблену Україну, насамперед тим, хто страждає внаслідок конфлікту за останні кілька місяців. Нехай же ця країна, завдяки зусиллям усіх зацікавлених сторін, зможе знову віднайти мир і надію» — йшлося у заяві Папи Римського. 23 серпня напередодні Дня Незалежності України Франциск заявив, що молиться за Україну і звертається до Бога за благословенням для президента України та всього українського народу.
12 лютого 2016 року після зустрічі з головою РПЦ Кирилом у Гавані підписав спільну Декларацію. Представники Української православної церкви (Київський патріархат) розчаровані нею, бо неприпустимо, коли «рішення про Україну й українські церковні та суспільні справи ухвалюють без представників України, ігноруючи їхню думку і позицію».
У квітні 2016 року ініціював збір усіма європейськими католицькими церквами пожертв для біженців із Донбасу.
4 травня 2016 року папа прийняв депутата Держдуми Росії від КПРФ Павла Дорохіна, який на цю аудієнцію прийшов із медаллю «За повернення Криму». На його прохання папа почепив на себе георгіївську стрічку. 7 травня голова пресцентру Ватикану отець Федеріко Ломбарді пояснив, що «георгіївська стрічка» з'явилася на світлині з папою Римським Франциском через її невідомість. «Папа не міг знати, що таке „георгіївська стрічка“, адже за межами колишнього Радянського Союзу вона невідома. Подібні речі під час аудієнцій папи трапляються досить часто, і заздалегідь передбачити наміри учасників практично неможливо», — вказав керівник пресцентру Ватикану.
28 січня 2018 року, під час зустрічі з українськими вірянами у Соборі Святої Софії в Римі заявив, що кожного вечора молиться українською. Папа Франциск сказав: «Перш ніж іти до нічного спочинку чи вставити вранці, я зустрічаюся з українцями. Я молюся до ікони пресвятої Богородиці, яку мені подарував ваш блаженніший Святослав. І кожну молитву я завершую українською мовою». Діти з місцевої громади подарували Папі мозаїку карти України в кольорах національного прапора та ляльки-мотанки. Від громади він також отримав ікону Пресвятої Богородиці Оранти, вишиваний рушник та глечик з українським медом, а Посол України при Святому Престолі вручив від імені України факсиміле Пересопницького Євангелія.
5–6 липня 2019 року у Ватикані відбулася зустріч Папи Римського Франциска з митрополитами Української греко-католицької церкви. Він зазначив, що Україна переживає «важку та делікатну» ситуацію. «Вже понад п'ять років вона (Україна) поранена конфліктом, який багато хто називає „гібридним“, що складається з воєнних дій, в яких відповідальні маскуються», — наголосив Франциск. Він назвав війну в Україні конфліктом, в якому найслабші та найменші платять найвищу ціну. Також Франциск закликав до єдності і пильності католицьку церкву в Україні. 11 липня Франциск створив Апостольський екзархат для вірних УГКЦ, які проживають в Італії.
8 лютого 2020 року, у Ватикані відбулась аудієнція президента України Володимира Зеленського та Першої леді Олени Зеленської з Папою Франциском. Зеленський запросив Папу відвідати Україну. Він подякував Франциску за ініціативу «Папа для України», спрямовану на допомогу українцям, постраждалим від війни на Донбасі. Своєю чергою, Папа Франциск назвав Зеленського «президентом миру».
За соціологічними даними 2018 та 2020 років серед усіх релігійних лідерів українці найбільше довіряють Папі Франциску.
У 2022 році папа Римський Франциск планував відвідати Україну.
Того ж року почалась офіційна російська збройна агресія проти України і Папа Франциск підтримав Україну. На початку березня Папа Франциск відправив двох високопоставлених кардиналів із допомогою в Україну. Цими спеціальними посланцями були папський розподілювач милостині кардинал Конрад Краєвський і кардинал Майкл Черні, який очолює папську канцелярію, що займається питаннями міграції, милосердя, справедливості та миру. Ця місія, яка передбачала кілька поїздок, вважалася надзвичайно незвичайним кроком дипломатії Ватикану.
13 березня 2022 року, коментуючи бої за Маріуполь, Франциск заявив, що місто, яке носить ім'я Діви Марії стало містом-мучеником лютої війни, яка спустошує Україну (хоча насправді Діва Марія тут ні до чого, бо місто носить ім'я Марії Магдалини).
25 березня 2022 року Папа Франциск ввірив Україну непорочному серцю Діви Марії.
6 квітня 2022 року Папа Франциск засудив різанину в Бучі та підняв український прапор.
15 квітня 2022 року під час традиційної Хресної ходи в Римі у Страсну п'ятницю Франциск закликав українців і росіян до примирення.
3 травня 2022 року Папа Франциск провів 40-хвилинну розмову з патріархом Московським Кирилом. Розмова була проведена з метою впливу на припинення повномасштабного вторгнення Росії в Україну, однак той пів розмови обґрунтовував йому війну.
24 серпня 2022 року Папа Франциск під час загальної аудієнції на День Незалежності України згадав у контексті російсько-української війни загибель дочки одного з ідеологів «русского міра» Олександра Дугіна Дарії Дугіної. Папа Франциск сказав: «Маю на думці бідолашну дівчину, що злетіла в повітря у Москві від бомби, закладеної під сидінням автомобіля. За війну платять невинні, невинні!». 25 серпня 2022 року Міністерство закордонних справ України запросило апостольського нунція в Україні архієпископа Вісвальдаса Кульбокаса, щоб повідомити йому про розчарування щодо висловлювання папи Римського про загиблу на території РФ росіянку Дар'ю Дугіну. МЗС України заявило, що викликає нерозуміння рішення папи Франциска згадати у контексті російсько-української війни смерть російської громадянки на території Росії, до якої Україна не має жодного відношення. Також МЗС України звернули увагу Апостольського Нунція на те, що з початку повномасштабного вторгнення Російської Федерації в Україну Понтифік жодного разу не приділив окремої уваги конкретним жертвам війни, серед яких вже 376 українських дітей, які загинули від рук російських окупантів.
6 листопада 2022 року, під час повернення з Бахрейну, Папа Франциск заявив у спілкуванні з журналістами, сказав: «Мене вражає — і тому я вживаю слово „багатостраждальна“ (дослівно: „martoriata“ — „піддана мукам“ від „martoriare“ — „катувати, мучити“) — ота жорстокість, яка не притаманна російському народові, можливо… бо російський народ — це великий народ; це жорстокість найманців, солдатів, які йдуть на війну як на пригоду, найманців… Я волію думати так, бо маю велику пошану до російського народу, до російського гуманізму. Вистачить згадати Достоєвського, який до сьогодні надихає, надихає християн до осмислення християнства. Я маю велику прихильність до російського народу, як також велику прихильність до українського народу».
7 листопада 2022 року, після заяви що жорстокість російських військових в Україні не притаманна російському народові, очільник УГКЦ Блаженніший Святослав подарував Папі Франциску фрагмент російської міни, яка у березні знищила фасад церкви УГКЦ в Київській області. Блаженніший Святослав сказав Папі Франциску, що: «Це символічний подарунок не лише тому, що це фрагмент російської міни, котра знищила наш храм у місті-мученику Ірпені, але також тому, що подібні фрагменти російських мін, бомб і ракет ми щоденно витягуємо з тіл військових, цивільних і навіть невинних дітей. Вони є видимими знаками тотального знищення та смерті, які Росія несе на українську землю».
18 листопада 2022 року, в інтерв'ю італійському виданню «La Stampa», Папа Франциск вкотре назвав російське вторгнення в Україну «конфлікт в Україні», заявивши, що: «Ватикан готовий виступити посередником, щоб зупинити конфлікт в Україні».
25 лютого 2023 року кореспондентка телеканалу «1+1» на зустрічі з Папою Франциском подарувала йому прапор зі звільненого села на Миколаївщині, закликала бути на боці України та почула ствердну відповідь Понтифіка. Від інших українців Папа отримав гілку бавовни, сіль «Міць», монету «Маріуполь» та браслет з «Азовсталі», який одразу одягнув.
9 квітня 2023 року у Ватикані на Пасху мала відбутися нова Хресна хода за участю двох підлітків, з України та Росії, які засуджували б війну, але в результаті у Ватикані передумали: хрест ніс лише український хлопець з українським прапором, хоча на десятій стації (зупинці на Хресній ході) передбачалися розповіді-сввдчення від українського підлітка і від російського підлітка. Також українця супроводжувала українська дівчина з двома дітками поруч.
25 серпня 2023 року Папа Римський заявив перед учасниками X Всеросійського дня католицької молоді в Санкт-Петербурзі: «Ніколи не забувайте про спадщину. Ви — нащадки великої Росії: великої Росії святих, правителів, великої Росії Петра I, Катерини II, тієї імперії — великої, освіченої, великої культури та великої людяності. Ніколи не відмовляйтеся від цієї спадщини. Ви — нащадки великої Матінки Росії, крокуйте вперед з цим. І дякую вам — дякую за ваш спосіб бути, за ваш спосіб бути росіянами». На думку речника Міністерства закордонних справ України Олега Ніколенка, це є звичайною імперіалістичною пропагандою, «духовними скрепами» і «потребою» в порятунку «великої Матінки Росії», якими Кремль виправдовує вбивства тисяч українців та українок і знищення сотень українських міст і сіл. Директор Ватиканського пресцентру Маттео Бруні прокоментував ці закиди так: «Папа мав намір заохотити молодих людей зберігати і розвивати те позитивне, що є у великій культурній та духовній спадщині Росії, і, звичайно, не звеличувати імперіалістичну логіку».
9 березня 2024 року стало відомо, що в лютому в інтерв'ю швейцарській медіакомпанії RSI Франциск заявив, що Україна повинна «мати відвагу підняти білий прапор» та почати переговори з Росією. Ця заява викликала широкий резонанс. Президент Латвії Едгарс Рінкевичс заявив, що перед злом не можна капітулювати. У Ватикані виправдались за слова Франциска, заявивши, що він мав на увазі не капітуляцію, а переговори. Також цю заяву засудили український президент Зеленський, міністр МЗС України Дмитро Кулеба та міністр закордонних справ Польщі Радослав Сікорський.
У Великодньому посланні 2024 року Папа Римський закликав Росію та Україну до обміну полоненими за формулою «всіх на всіх».

## Погляди
Децентралізація
26 листопада 2013 року Папа Франциск закликав децентралізувати Католицьку церкву, позбавивши Ватикан частини влади. Про це сказав понтифік у своєму Апостольському зверненні, яке було його першою серйозною роботою, яку він написав, ставши понтифіком. Також, документ пропонував поважати права мусульман-імігрантів.
15 лютого 2022 року Франциск розширив у деяких питаннях повноваження місцевих єпископів і вищих настоятелів, внісши відповідні зміни до канонів Кодексу Канонічного права та Кодексу Канонів Східних Церков.

### Любов
«Ми повинні захищати любов. Перемога в битві з хіттю може бути справою всього життя», — цитата слів нинішнього Папи Франциска.

### Теологія визволення
Бергольйо — майстерний богослов, який дистанціювався від «теології визволення» ще на початку кар'єри. Фахівці вважають, що він близький до консервативного світського руху «Comunione e Liberazione».

### Аборти та евтаназія
Кардинал Бергольйо закликав духівництво і мирян виступити проти евтаназії та абортів. У 2016 році Папа Франциск дарував усім католицьким священникам право прощати гріх аборту. 10 жовтня 2018 року під час свого виступу на площі Святого Петра у Ватикані порівняв аборти з «найманням кілера». Також він прирівняв аборти до євгеніки, яка практикувалася у нацистській Німеччині та закликав приймати дітей такими, якими Бог їх дає.

### Порнографія
За словами понтифіка, сексуальне задоволення підривається порнографією. Він також додав, що задоволення без стосунків може породжувати різні форми залежності.

### Гомосексуальність
Папа Франциск дивиться на гомосексуальність насамперед з погляду Християнства. Розмовляючи з журналістами на борту літака по закінченні тижневого візиту в Бразилію, він зауважив: «Якщо людина — гей і шукає Бога і має добру волю, хто я такий аби судити?».  26 червня 2016 року заявив, що Римо-католицькій церкві слід вибачитись у геїв за своє колишнє ставлення до них, і додав, що церква не має права судити геїв (це, однак, не стосується гомосексуальних статевих актів) і повинна ставитись до них з повагою (про що говорить Катехизм Католицької Церкви). Багато представників гей-спільноти вважають Франциска найсміливішим Папою Римським у новітній історії. Водночас більш ліберальна позиція Франциска з багатьох актуальних питань сім'ї та суспільства зазнає різкої критики з боку консервативних кіл в Римо-католицькій церкві.
Однак, в інтерв'ю про релігійне покликання, яке дав іспанському священнику-місіонеру для його майбутньої книги, гомосексуальність серед духівництва Понтифік назвав «серйозним питанням», яке його «хвилює». Франциск назвав гомосексуальність «модною», але підкреслив, що в житті священників і черниць немає «місця для цього». А під час свого візиту до Угорщини у 2021 році підтвердив позицію Церкви, яка розглядає шлюб і подружжя виключно як союз чоловіка і жінки.
20 травня 2024 року на засіданні конгрегації єпископів Італії під час розгляду питань гомосексуалізму брудно вилаявся, вживши слово «frociaggine» (тобто «підарасня») як означення спільноти студентів та викладачів італійських семінарій. Внаслідок критики в ЗМІ був змушений вибачитись перед гомосексуалами.

### ЛГБТ-люди
Папа Франциск вважає, що треба вітати ЛГБТ-людей:«Всі люди — діти Божі, усі люди. Бог нікого не відкидає, Бог — батько. І я не маю права нікого виганяти з Церкви».

### Теорія виникнення світу
28 жовтня 2014 року під час виступу в Папській академії наук Франциск офіційно визнав, що всі живі істоти на Землі еволюціонували, а сама планета та галактика з'явилися внаслідок «Великого вибуху», але на все це була воля Бога. Папа Франциск заявив: «Коли ми читаємо Книгу Буття, ми уявляємо, що Бог — це чарівник з магічною паличкою. Але це ж не так. Він створив людей і дозволив їм розвиватися згідно з вічними законами природи, які він дав усім». Він вважає, що «Великий вибух» як причина виникнення світу не заперечує існування Бога.
«Початок існування світу — це не хаос, який набув якихось інших проявів, він походить із вищої істини про те, що все творить любов. Теорія Великого вибуху, яку тепер вважають поясненням створення світу, зовсім не виключає творчого втручання Бога, навпаки — потребує його. Природні еволюції не суперечать божественному створенню, тому що еволюції передбачають, що живі істоти розвиватимуться», — заявив Папа Франциск 30 січня 2017 року, відповідаючи на вимогу членів папської академії покласти край науковим теоріям, «які були несумісними з існуванням Творця».

### Прибульці
Папа Франциск заявляв, що був би щасливий охрестити прибульців і дозволив би їм зайти в церкву. Франциск сказав, що якби експедиція марсіан навідалась до нього, він би їм не відмовив у хрещенні, додавши «хто я такий, щоб чинити опір?». Він підкреслив, що католицька церква відкрита для всіх, навіть для марсіан.

### Заклик молитися за прогрес роботехніки та штучного інтелекту для служіння людству
12 листопада 2020 року Папа Франциск закликав молитися за прогрес роботехніки та штучного інтелекту для служіння людству. Папа Франциск у зверненні до віруючих закликав молитися за те, щоб штучний інтелект та роботи «завжди могли слугувати людству». Він закликав молитися за прогрес роботехніки:

| «Якщо технічний прогрес збільшує нерівність, це не справжній прогрес. Майбутні досягнення мають бути орієнтовані на повагу гідності людини... Давайте молитися, щоб прогрес роботехніки та штучний інтелект могли завжди служити людству» — підкреслив він[99]. |

### Соціальна справедливість
Хоча Бергольйо послідовно проповідує співчуття до бідних, деякі спостерігачі розчаровані тим фактом, що він не акцентує увагу на проблемах соціальної справедливості. Замість того, щоб чітко сформулювати позицію з питань політичної економії, Бергольйо надає перевагу підкреслювати важливість духовності та святості, вважаючи, що це природним шляхом вестиме до більшого співчуття бідним. Тим не менш, він висловив підтримку соціальним програмам і публічно висловлював сумніви у справедливості вільної ринкової політики. Також відомі його відвідини хоспісу 2001 року, де майбутній папа умив і поцілував ноги дванадцятьом хворим на СНІД.

### Голодомор
У своїй книзі «Про небеса і про землю» Папа Франциск відніс Голодомор українського народу до трьох найбільших геноцидів минулого сторіччя (разом із геноцидом вірмен та євреїв), вказавши, що українці постраждали через боротьбу за свободу.

### Педофілія серед священства РКЦ
Папа Франциск закликав до «рішучих дій», коли був обраний у 2013 році, проте критики заявляють, що він не зробив достатньо, щоб притягнути до відповідальності єпископів, які приховували сексуальне насильство над дітьми.

### Розширення прав жінок у церкві
11 січня 2021 року, Папа Франциск як ще один крок на шляху до більшої рівності жінок у Римо-католицькій церкві змінив закон. Він офіційно дозволив жінкам читати священні тексти, прислуговувати біля вівтаря та роздавати причастя під час богослужіння.
14 липня 2022 року, Папа вперше в історії призначив трьох жінок до Департаменту у справах єпископів. Понтифік ввів до складу департаменту: черницю та генерального секретаря уряду Ватикану Раффаелу Петріні, чернецю та колишню настоятельку ордена Дочок Марії помічниці християн Івонн Ренгтон; мирянку та президента Всесвітнього союзу жіночих католицьких організацій Марію Ліа Дзервіно.

## Стосунки з аргентинським урядом

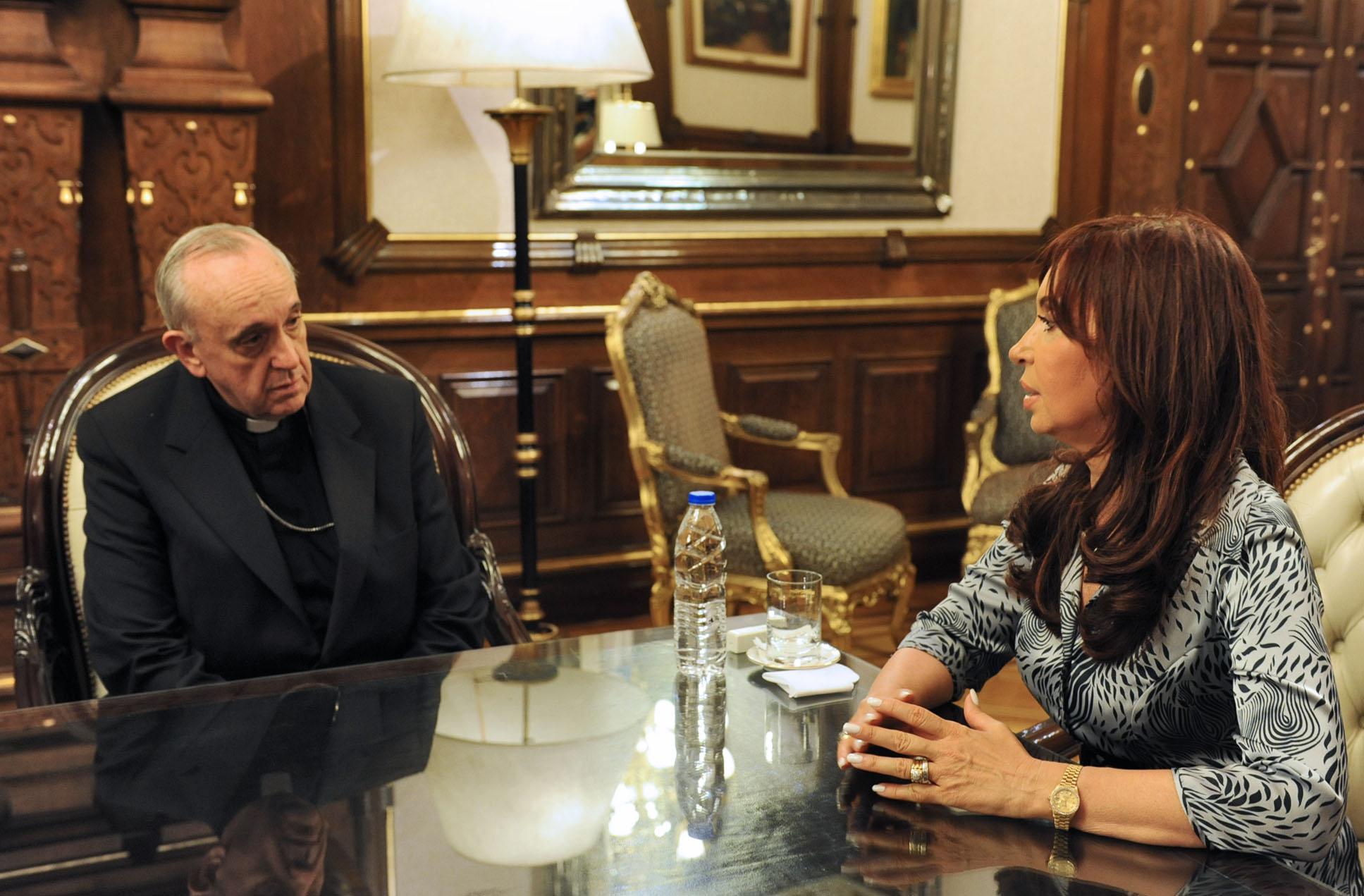
Кардинал Бергольйо і президент Аргентини Крістіна Фернандес де Кіршнер

У питаннях гомосексуальності, контрацепції, целібату та жінок на священницьких посадах Папа Франциск безкомпромісно консервативний. Не в останню чергу цим обумовлені і його складні відносини з державною владою. Президент Аргентини Крістіна Фернандес де Кіршнер та її попередник — її померлий чоловік — неодноразово намагалися притягти Бергольйо до суду за його нібито надто тісну співпрацю з аргентинською військовою диктатурою 1970—1980 років.

## Нобелівська премія миру
У 2014 році очолював список найбільш ймовірних кандидатів на отримання Нобелівської премії миру 2014 року, який склав Глава інституту дослідження проблем миру (PRIO) в Осло норвежець Крістіан Берг Гарпвікен.
У 2022 році Папу Франциска знову висунули номінантом на Нобелівську премію миру 2022 року.

## Цікаві факти
- Вільно володів російською мовою, хоча намагався приховати цей факт.
- У Папи Франциска була лише одна легеня (іншу йому видалили в підлітковому віці через інфікування).
- Улюблений фільм Франциска І — «Il pranzo di Babette» (Babette's Feast), 1987 року. Фільм розповідає про двох сестер, які живуть в ізольованому селі з їхнім батьком-пастором маленької протестантської церкви.
- Улюблена картина «Біле розп'яття» Марка Шагала.
- Улюблена книга «Божественна комедія» Данте.
- Серед інших інтересів, поезія відомого німецького поета Йоганна Гельдерліна, а також музика Бетховена.
- Мав ступінь магістра філософії та хімії. Він викладав літературу, філософію, теологію і психологію.
- Як архієпископ він відмовився від апартаментів, які йому за це надавались, і обрав скромне помешкання.
- Сам готував собі їжу та їздив громадським транспортом. Якщо кудись літав, то лише економкласом.
- Папа дуже любив танго і футбол. Уболівав за аргентинську команду Сан-Лоренсо де Альмагро.
- У молоді роки зустрічався із дівчиною.[110]
- Польща випустила поштову марку із зображенням Папи Франциска[111].
- Папа Римський Франциск підтримував вакцинацію від коронавірусу — він звернувся до людей із закликом зробити щеплення від коронавірусу «на благо всіх»[112][113].

## Нагороди
- Верховний орден Христа
- Орден святого Григорія Великого
- Орден Святого Сильвестра
- Орден Пія IX
- Орден Золотої шпори
- Персона року — від організації «Люди за етичне ставлення до тварин»
- У 2013 році Папа Франциск був названий Людиною року в щотижневому журналі «Тайм» (США)[114]; а у 2016-му цей же журнал помістив його у список 100 найвпливовіших людей у світі.
- 2015 р. — болівійський орден за заслуги[115]
- 2015 р. — Національний орден Кондора Андів[pl][116]
- 2016 р. — Міжнародна премія імені Карла Великого[117]

## Праці
- На Небі і на Землі (ісп. Sobre el cielo y la tierra), 2010[118]
- Медитації для релігійних (ісп. Meditaciones para religiosos, 1982)
- Роздуми над апостольським життям (ісп. Reflexiones sobre la vida apostólica, 1986)
- Роздуми про Надію (ісп. Reflexiones de esperanza, 1992)
- Діалоги між Іваном Павлом II та Фіделем Кастро (ісп. Diálogos entre Juan Pablo II y Fidel Castro, 1998)
- ісп. Educar: exigencia y pasión, 2003
- Кладучи батьківщину на плечі (ісп. Ponerse la patria al hombro, 2004)
- Нація, яку потрібно збудувати (ісп. La nación por construir, 2005)
- Корупція і гріх (ісп. Corrupción y pecado, 2006)
- За самозвинуваченням (ісп. Sobre la acusación de sí mismo, 2006)
- Правдива сила в служінні (ісп. El verdadero poder es el servicio, 2007)
- Відкритий розум, віруюче серце (ісп. Mente abierta, corazón creyente, 2012)
- Проповідь Понтифіка на інавгураційній месі (березень 2013 р.)
- Lumen Fidei — перша енцикліка Папи Франциска підписана 29 червня 2013 року[119][120].
- Laudato si’ (Будь прославлений) — енцикліка Папи Франциска, присвячена темі збереження творіння[121].
- Франціск.Urbi et Orbi 2014 (20 квітня 2014 р.)
- Франціск. Urbi et Orbi 2015 (25 грудня 2014 р.)
- Франціск. Urbi et Orbi 2015 (5 квітня 2015 р.)

## Папські булли
- Misericordiae vultus (Обличчя милосердя) — булла від 11 квітня 2015 року з нагоди проголошення позачергового ювілейного року[122].